# 图特摩斯一世
图特摩斯一世 （英语文献中一般写作：Thutmose I，?—约前1493年）古埃及第十八王朝法老（约前1506年—约前1493年在位）。
图特摩斯一世是法老阿蒙霍特普一世的主要军事统帅，也是他的妹夫。在阿蒙霍特普一世无嗣而终后，图特摩斯一世取得了王位。他在位时期征服了尼罗河第三瀑布以北的努比亚，并向亚洲的叙利亚及巴勒斯坦地区发展了埃及的势力。
雖然王朝不是由他開創，但一般认为，图特摩斯一世才是埃及历史上最辉煌的第十八王朝的真正奠基者。图特摩斯一世是第一个葬在帝王谷的法老，他的家族也在隨後一百多年間統治埃及。

## 名字
| ra · aA | xpr | kA |

| ra · aA | xpr | kA |

| ra · aA | xpr | kA |

| ra · aA | xpr | kA |

| ra · aA | xpr | kA |

| ra · aA | xpr | kA |

| ra · aA | xpr | kA |

| ra · aA | xpr | kA |

| G26 | ms | s |

| G26 | ms | s |

| G26 | ms | s |

| G26 | ms | s |

| G26 | ms | s |

| G26 | ms | s |

| G26 | ms | s |

| G26 | ms | s |

像其他所有第十八王朝的法老一样，图特摩斯一世有两个名字。其中一个是王衔（praenomen，或者叫假名），在第十八王朝的法老中一般是拉名；另一个是真名，即出生时的名字。图特摩斯一世的真名是图特摩斯（Thutmose），意思是“托特（神）的儿子”。王衔是阿克珀卡拉（Akheperkare）， 这是一个与埃及太阳神拉有关的名字。

## 家庭

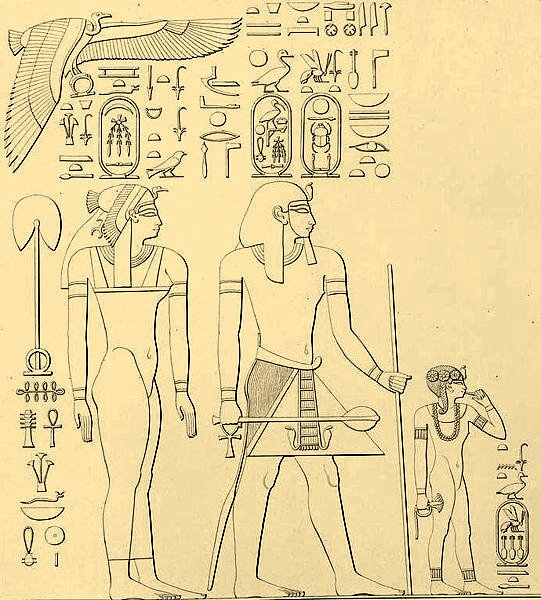
雅赫摩斯王后(左)，图特摩斯一世(中)与妮斐鲁碧提公主

图特摩斯一世的母亲是仙塞妮普，其母亲家世不详，或为阿蒙霍特普一世的侧室或姐妹，但仍有争议，其父亲身份有待考察，或许是阿蒙霍特普一世，仍有争议。
图特摩斯一世拥有两位皇后:
- 雅赫摩斯王后，家世不明，有待考察，为女皇哈特谢普苏特和妮斐鲁碧提的母亲，也有可能是阿蒙摩斯和娃德杰摩斯的母亲。
- 姆特诺费列特，为雅赫摩斯一世与雅赫摩斯-纳菲尔泰丽之女，阿蒙霍特普一世的姐妹，图特摩斯二世的母亲，或为阿蒙摩斯与娃德杰摩斯的母亲。

图特摩斯一世也有几个孩子:
- 阿蒙摩斯，王子，母或许是雅赫摩斯王后或者姆特诺费列特，与兄弟娃德杰摩斯于家庭教师巴赫里的墓室壁画中出现。
- 娃德杰摩斯，王子，母或许是雅赫摩斯王后或者姆特诺费列特，与兄弟阿蒙摩斯于家庭教师巴赫里的墓室壁画中出现。
- 图特摩斯二世，王子，后为法老，母姆特诺费列特
- 哈特谢普苏特，公主，后为女皇，母雅赫摩斯王后
- 妮斐鲁碧提，公主，母雅赫摩斯王后，于父母亲出现于一副壁画中。后失去记载，可能是早夭。

## 死亡和埋葬
图特摩斯一世的棺材后来被21王朝的一位法老重用。他的木乃伊一度被认为丢失，可是埃及学家加斯頓·馬伯樂在很大程度上取决于与图特摩斯二世和三世的家族相似性而相信无标记木乃伊#5283是图特摩斯一世。该鉴定已被后续检查所支持，这检查揭示了符合时间的所使用的防腐技术，并几乎肯定这木乃伊在十八王朝雅赫摩斯一世之后做成。
一直被认为是图特摩斯的木乃伊能够在开罗的埃及博物馆中看到。然而，札希·哈瓦斯于2007年宣布之前被认为是图特摩斯一世的木乃伊是一个死于胸口箭伤的30岁男子。根据其死亡的岁数和死因，这具木乃伊可能不是图特摩斯一世本人。

## 註腳
1. ↑  Clayton, Peter. Chronicle of the Pharaohs, Thames and Hudson Ltd, paperback 2006, p.100
2. ↑  Maspero, Gaston.  History Of Egypt, Chaldaea, Syria, Babylonia, and Assyria, Volume 4 (of 12), Project Gutenberg EBook, Release Date: December 16, 2005. EBook #17324. https://www.gutenberg.org/dirs/1/7/3/2/17324/17324-h/v4c.htm#image-0047 （页面存档备份，存于）
3. ↑  Smith (2000) p.25-28
4. ↑  Anderson, Lisa. . Chicago Tribune. 14 July 2007  [2016年4月7日]. （原始内容存档于2012年2月23日）.